# ロジャー・フェントン
ロジャー・フェントン（Roger Fenton、1819年3月28日 - 1869年8月8日）は、イギリスの写真家である。世界初の戦争写真家のうちの一人として知られる。

## 若年期
フェントンは1819年3月28日にランカシャー州ヘイウッドで生まれた。父のジョンは銀行家で、1832年から国会議員となった。フェントンは父と最初の妻の間の7人の子供のうちの4番目である。父は2番目の妻との間にさらに10人の子供をもうけた。
ロンドン大学で英語、数学、ギリシャ語、ラテン語を専攻し、1840年に優秀な成績で卒業した。1841年からユニヴァーシティ・カレッジで法律を学び始めたが、その頃から画家を目指すようになり、大学での勉強は散発的になったため、弁護士の資格を取得するのに1847年までかかった。
1842年頃に初めてパリに渡り（パスポートは1842年に発行されている）、ポール・ドラローシュのアトリエで短期間絵画を学んだ。1843年にヨークシャーでグレース・エリザベス・メイナード(Grace Elizabeth Maynard)と結婚した。1844年にルーブル美術館で模写係としての登録を受けている。当時のフェントンは、パリ国立高等美術学校の教員だったミシェル・マルタン・ドロランを師としていたが、高等美術学校の記録にはフェントンの名前は残されていない。フェントンは1847年までにロンドンに戻り、チャールズ・ルーシーの下で絵画の勉強を続けた。1850年から、ルーシーとともにノースロンドン製図・模型学校の役員を務めた。1849年、1850年、1851年のロイヤル・アカデミー・オブ・アーツの年次展覧会に絵画を出品した。
1851年、ロンドンのハイドパークで開かれたロンドン万国博覧会で、フェントンは写真というものを初めて見た。その後、パリでカロタイプの技法を学んだ。1852年にロイヤル・アカデミー・オブ・アーツが開催した世界初の写真のみの展覧会(Exhibition of Recent Specimens of Photography)に作品を展示した。その後、キーウ、モスクワ、サンクトペテルブルクを旅行し、イギリス各地の景色や建築物を撮影した。1853年、フェントンの呼びかけにより写真協会が設立され、フェントンが事務局長となった。同協会は後に、ヴィクトリア女王の王配アルバート公の後援により英国王立写真協会となった。

## クリミア戦争

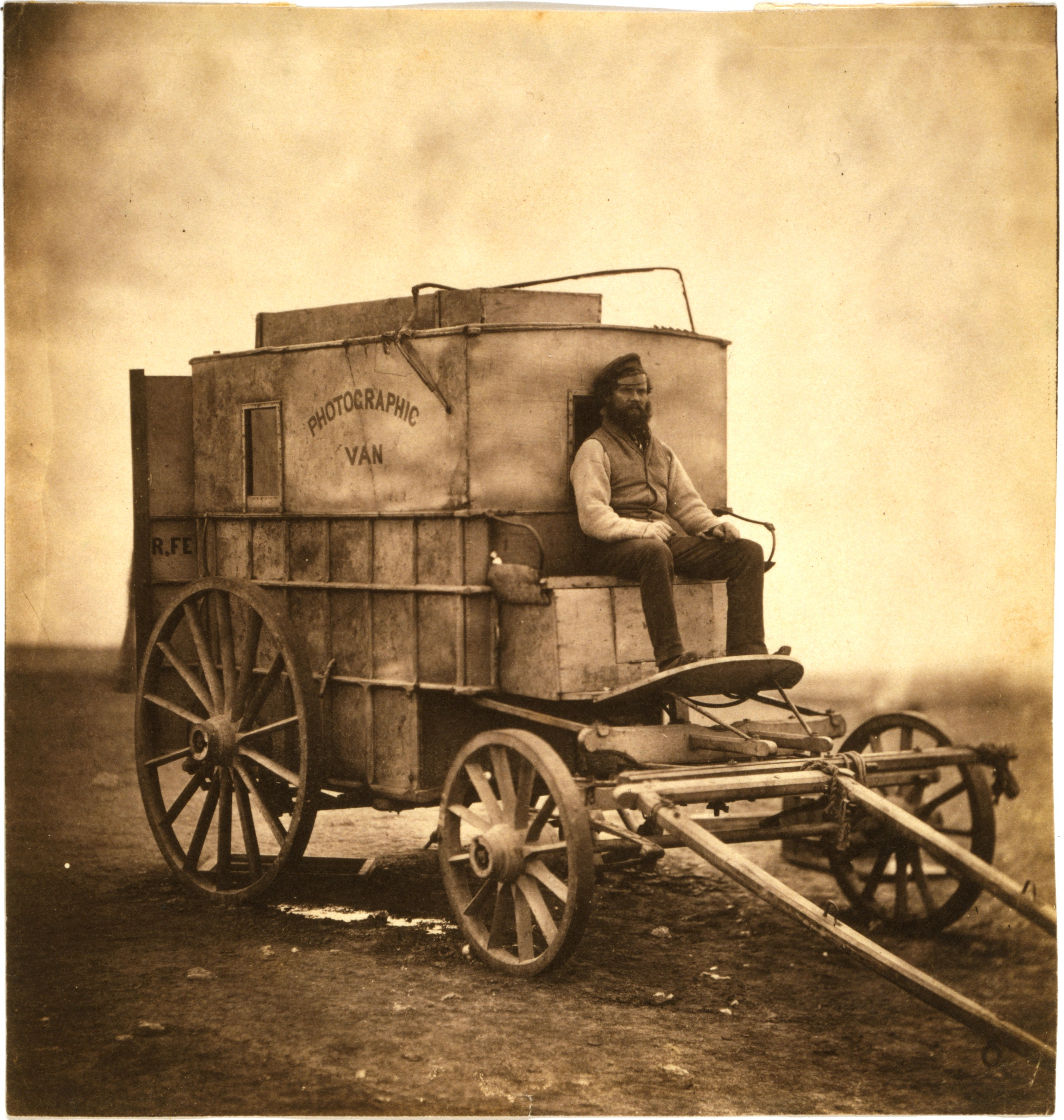
フェントンの写真馬車に座るマーカス・スパーリング（1855年）

1854年秋、クリミア戦争がイギリス国民の注目を集めるようになると、アルバート公やニューカッスル公（当時陸軍大臣だった）などのフェントンの友人や後援者が、フェントンに対しクリミアへ行って戦争の様子を撮影するように促した。ロンドンの出版社トーマス・アグニューが商業的なスポンサーとなった。フェントンに撮影を依頼したのは、国民の間に厭戦感情があったことや、『タイムズ』紙の特派員ウィリアム・ハワード・ラッセルがこの戦争に批判的な報道をしていたことに対抗する意図があったものと思われる。フェントンの写真は、この戦争に肯定的な報道をしていた『イラストレイテド・ロンドン・ニュース』に掲載されることになっていた。フェントンは1855年2月にイギリス海軍のスループ「ヘクラ」でイギリスを出発し、3月8日にクリミア半島のバラクラヴァに上陸して、6月22日までそこに留まった。フェントンは、撮影助手のマーカス・スパーリングとウィリアムという使用人を連れ、撮影した写真を現地で現像するための「写真馬車」を持って行った。

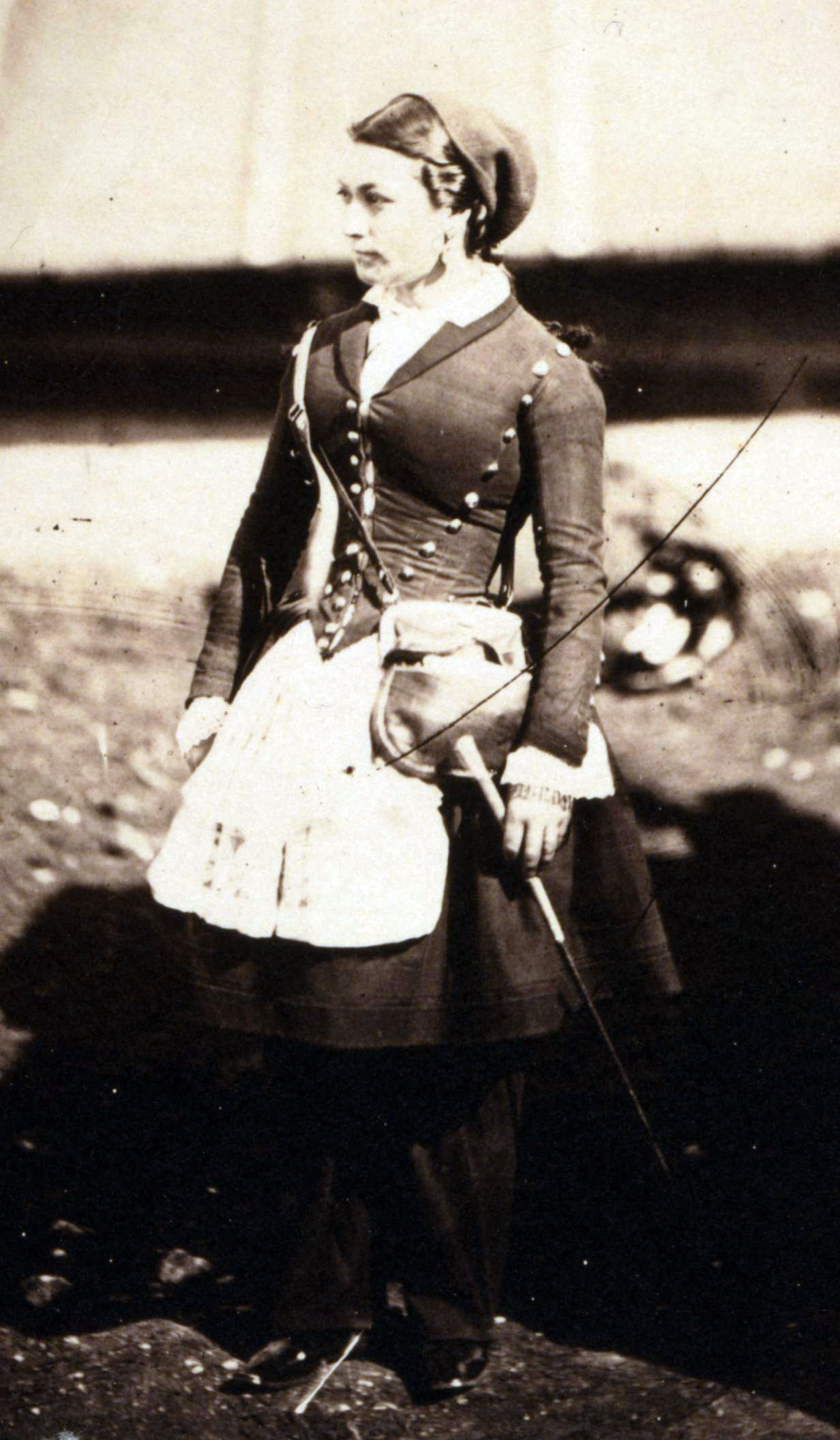
ズアーブ兵の軍服を着たフランス人ヴィヴァンディエール（1855年）

撮影機材の運搬の都合から、被写体の選択には制限があった。また、当時の写真撮影には長時間の露光が必要だったため、被写体は静止している必要があり、人物の場合はポーズを取った写真しか撮れなかった。死体や負傷兵、手足を切断した兵士の撮影は避け、戦場でヴィヴァンディエールとして働く女性をよく撮影していた。
またフェントンは、アルフレッド・テニスンが詩に詠んだことで知られる軽騎兵の突撃の光景を撮影している。ただし、実際に突撃が行われた場所ではなく、そこから東に数マイル離れた、兵士の間で「死の谷」と呼ばれていた細長い谷で撮影された。1855年、トーマス・アグニューがロンドンの展示会に『11枚組のセヴァストポリの台地のパノラマ』と題した11枚組の写真の1枚としてこの写真を出品したとき、「死の谷」という名前を元に、詩篇23篇に登場する言葉を使って『死の陰の谷』(Valley of the Shadow of Death)というタイトルが付けられた。

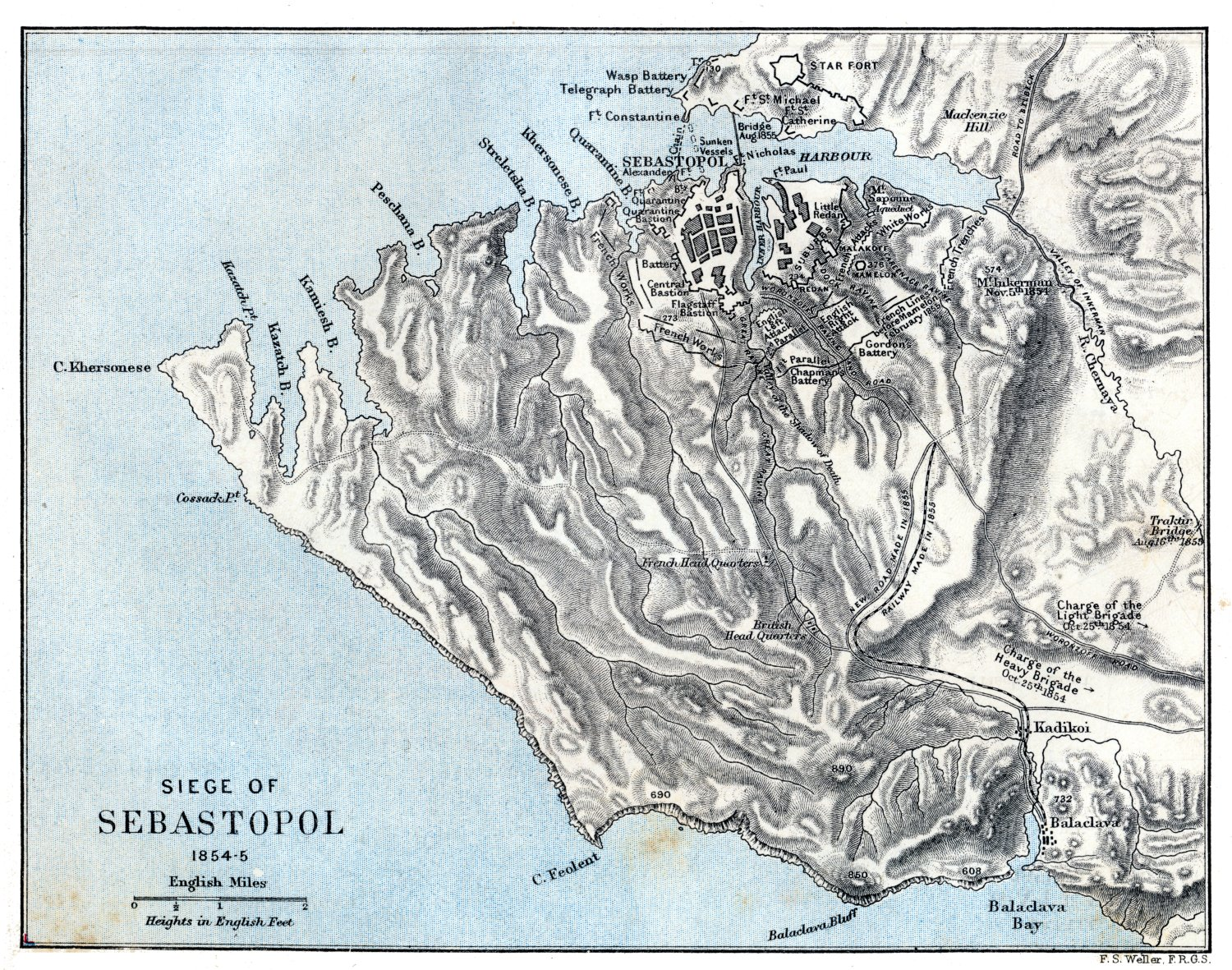
セヴァストポリへの進入路と「死の陰の谷」（中央）

2007年、映画監督のエロール・モリスがセヴァストポリを訪れ、この「戦争を象徴する最初の写真」の撮影場所を確認した。モリスは、後の地図に「死の陰の谷」(The Valley of the Shadow of Death)と書かれている小さな谷（右の地図を参照）が、フェントンがこの写真を撮影した場所であることを突き止めた。この場所では、道路上に大量の砲弾が落ちている写真と、道路上に何もない写真の2枚が撮影されており、どちらが先に撮影されたかで意見が分かれていたが、モリスは、砲弾のない写真の方が先に撮られたという証拠を見つけた。モリスは、後から撮影された写真で砲弾が道路に移されている理由は不明だが、おそらくフェントンが画像を強調するために意図的に置いたのではないかと指摘している。兵士たちが大砲の砲弾を再利用していて、後で集めるために丘の上の道路や溝に砲弾を投げ落としたという説もある。
ケンブリッジ大学のナイジェル・スパイビーらは、この写真は近くのウォロンゾフ・ロード(Woronzoff Road)で撮影されたものであるとしている。ウィリアム・シンプソンが1855年6月にウォロンゾフ・ロードを描いた水彩画を製作した。これはウォロンゾフ・ロードの坂の下を描いたものであるが、フェントンの写真と同様に道路上に大量の砲弾が描かれており、『死の陰の谷』というタイトルがつけられている。現地のツアーガイドも、この場所がフェントンの写真の撮影場所であると案内している。
夏の酷暑、落下による肋骨の骨折、コレラの罹患、戦場の慘劇を目にしたことによる鬱病といった悪条件の中で、フェントンは350枚以上の写真を撮影した。312枚の写真の展覧会がロンドンで開催され、その後数か月間にわたってイギリス各地でも開催された。また、ヴィクトリア女王とアルバート公、フランス皇帝ナポレオン3世にも作品を見せた。しかし、写真の売れ行きは期待ほどには伸びなかった。

## クリミア戦争後
クリミア戦争の写真は商業的成功を収めることができなかったが、フェントンはその後も、イギリス各地を旅して風景や静物を撮影した。
時代が進むにつれて、写真は一般的なものになり、身近な人物の写真を撮って利益を得る人も多く現れるようになった。フェントンはそのような人たちのことを「商売写真家」(trade photographers)と呼んで軽蔑し、自らは、独占的に写真を撮って高値で売ることで利益を得ることを望んだ。このためフェントンは、（フェントンに言わせれば）自身の芸術を安売りしてでも写真でお金を稼ぐ必要のある同業者や、写真家は自身の才能を商業的に利用するという「罪」を犯すべきでないと考える写真協会と対立するようになった。
この時期にフェントンが撮影したものの中に、1858年に完成したばかりのウェストミンスター宮殿を含むシティ・オブ・ウェストミンスターがある。これは、シティ・オブ・ウェストミンスターのほとんどの建物を写した最初の写真であり、未完成のビッグ・ベンを写した唯一の写真である。

### 晩年

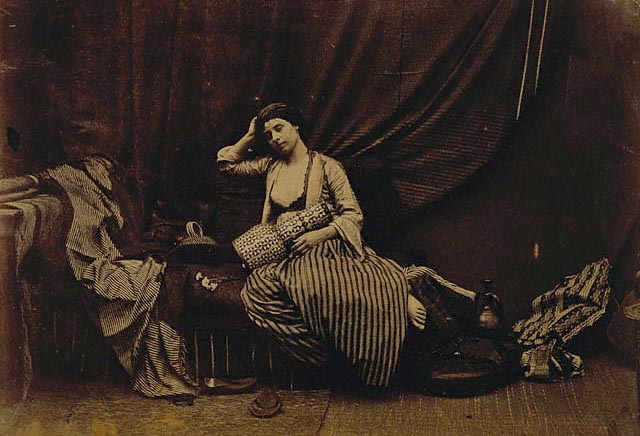
『座るオダリスク』(Seated Odalisque)

1858年、フェントンは、友人やモデルを使って『座るオダリスク』(Seated Odalisque)などのムスリムの生活をロマンチックに想像した写真を撮影したが、それらの写真は説得力のあるものではなかった。フェントンの写真家としてのキャリアは10年程度で、フェントンは1862年に撮影機材を全て売却し、以降は法廷弁護士として活動した。そのため、写真家としてはほとんど忘れられていたが、その死後、美術史家によってフェントンの先駆的な仕事が認められるようになった。
フェントンは1869年8月8日にハートフォードシャー州ポッターズ・バーにおいて50歳で死去した。
2005年にロンドンのテート・ブリテンで開催された「19世紀の最も重要な写真家」展に、フェントンの作品90点が展示された。2007年、フェントンは国際写真殿堂に殿堂入りした。